# ATP Challenger Sanremo
Der ATP Challenger Sanremo (bis 2010: Sanremo Tennis Cup, ab 2022: Sanremo Challenger) war ein Tennisturnier, das von 2002 bis 2010 jährlich in Sanremo, Italien stattfand. Es gehörte zur ATP Challenger Tour und wurde im Freien auf Sand gespielt. Daniele Bracciali gewann im Doppel drei Ausgaben in Folge (2002–2004); im Einzel war kein Spieler mehrmals erfolgreich. Im Jahr 1981 gab es an gleicher Stelle schon eine Austragung.
2022 und 2023 fand erneut ein Turnier in Sanremo statt.

## Liste der Sieger

### Einzel
| Jahr                         | Sieger             | Finalgegner              | Ergebnis       |
| ---------------------------- | ------------------ | ------------------------ | -------------- |
| 2023                         | Luca Van Assche    | Juan Pablo Varillas      | 6:1, 6:3       |
| 2022                         | Holger Rune        | Francesco Passaro        | 6:1, 2:6, 6:4  |
| 2011–2021: nicht ausgetragen |                    |                          |                |
| 2010                         | Gastón Gaudio      | Martín Vassallo Argüello | 7:5, 6:0       |
| 2009                         | Kevin Anderson     | Blaž Kavčič              | 2:6, 6:2, 7:5  |
| 2008                         | Diego Junqueira    | Máximo González          | 6:2, 6:4       |
| 2007                         | Francesco Aldi     | Fabio Fognini            | 7:5, 6:74, 6:4 |
| 2006                         | Olivier Patience   | Stefano Galvani          | 6:2, 4:6, 7:68 |
| 2005                         | Novak Đoković      | Francesco Aldi           | 6:3, 7:64      |
| 2004                         | Potito Starace     | Peter Wessels            | 6:4, 6:4       |
| 2003                         | Tomas Behrend      | Werner Eschauer          | 6:4, 6:2       |
| 2002                         | Oliver Gross       | Renzo Furlan             | 6:4, 6:3       |
| 1982–2001: nicht ausgetragen |                    |                          |                |
| 1981                         | Corrado Barazzutti | Ilie Năstase             | 7:5, 6:0       |

### Doppel
| Jahr                         | Sieger                                       | Finalgegner                             | Ergebnis         |
| ---------------------------- | -------------------------------------------- | --------------------------------------- | ---------------- |
| 2023                         | Victor Vlad Cornea Franko Škugor             | Nikola Čačić Marcelo Demoliner          | 6:2, 6:3         |
| 2022                         | Geoffrey Blancaneaux Alexandre Müller        | Flavio Cobolli Matteo Gigante           | 4:6, 6:3, [11:9] |
| 2011–2021: nicht ausgetragen |                                              |                                         |                  |
| 2010                         | Diego Junqueira Martín Vassallo Argüello     | Carlos Berlocq Sebastián Decoud         | 2:6, 6:4, [10:8] |
| 2009                         | Juri Schtschukin Dmitri Sitak                | Daniele Bracciali Giancarlo Petrazzuolo | 6:4, 7:64        |
| 2008                         | Harel Levy Jim Thomas                        | Matthias Bachinger Daniel Brands        | 6:4, 6:4         |
| 2007                         | Sanchai Ratiwatana Sonchat Ratiwatana        | Steve Darcis Stefan Wauters             | 7:63, 6:3        |
| 2006                         | Julien Benneteau Nicolas Mahut               | Flavio Cipolla Francesco Piccari        | 6:4, 7:66        |
| 2005                         | Francesco Aldi Tomas Tenconi                 | Manuel Jorquera Dmitri Tursunow         | 6:4, 6:3         |
| 2004                         | Daniele Bracciali (3) Giorgio Galimberti (2) | Manuel Jorquera Diego Moyano            | 4:6, 7:66, 6:2   |
| 2003                         | Daniele Bracciali (2) Amir Hadad             | Juan Balcells Juan Albert Viloca        | 6:2, 6:4         |
| 2002                         | Daniele Bracciali (1) Giorgio Galimberti (1) | Cristian Brandi Renzo Furlan            | 6:3, 6:4         |
| 1982–2001: nicht ausgetragen |                                              |                                         |                  |
| 1981                         | Bob Berger Blaine Willenborg                 | Luca Bottazzi Francesco Cancellotti     | 7:6, 6:3         |